# زمین‌لرزه ۲۰۲۰ اوآخاکا
زمین‌لرزه ۲۰۲۰ اوآخاکا در تاریخ ۲۳ ژوئن ۲۰۲۰ میلادی، ساعت ۱۵:۲۹:۰۵ به زمان یوتی‌سی در مکزیک، منطقه اوآخاکا رخ داد. ژرفای این زلزله ۲۶٫۳ کیلومتر بود. بزرگی آن ۷٫۴ در مقیاس Mw اعلام شده‌است.

## مرکز زمین‌لرزه
مرکز این زمین لرزه در ۱۹ مایلی سن میگوئل دل پوئرتو است که در ۶٫۸ مایلی جنوب غربی سانتاماریا زاپوتیلان در ایالت اوآخاکا قرار دارد.
این زمین لرزه کشورهای گواتمالا، هندوراس، السالوادور را لرزاند. همچنین در مکزیکوسیتی که تقریباً در ۱۹۰ مایلی شمال سن میگوئل دل پوئرتو قرار دارد زمین لرزه احساس شد و آژیرها به صدا درآمد.
مرکز اخطار سونامی اقیانوس آرام اعلام کرد: امواج خطرناک سونامی در فاصله ۱۰۰۰ کیلومتری این مرکز قرار دارد و امکان دارد از جمله در امتداد ساحل مکزیک، هندوراس و السالوادور بوقوع بپیوندد.

## تلفات
از زمان وقوع ۲۴ ژوئن ۲۰۲۰ تا کنون ۱۰ کشته در اوآخاکا گزارش شده‌است که شامل یک کارگر در پالایشگاه نفت پمکس در سالینا کروز و تعدادی زخمی بوده‌است.

## صفحات لغزنده (تکتونیک)
اوآخاکا در بالای مرز همگرایی دو پوسته قاره‌ای قرار دارد که زیر صفحه کوکوس یا صفحه زمین ساختی اقیانوسی در زیر اقیانوس آرام و در غرب آمریکای شمالی قرار دارد. میزان همگرایی پوسته زمین در این قسمت مرزش در سال ۶۰ میلی‌متر است. در پی فعال شدن گسل‌های منطقه‌ای؛ شکستگی‌هایی در سطح پوسته ایجاد شده و سنگ‌های دو طرف صفحه شکسته شده نسبت به یکدیگر حرکت می‌کنند. انرژی آزادشده هنگام حرکت سریع این گسل‌ها باعث وقوع زلزله شده‌است.
صفحه کوکوس در آمریکای شمالی قرار دارد. این جدیدترین واقعه رخ داده در ۲۰۲۰ است. در همین منطقه زمین لرزه اوآخاکای ۲۰۱۸ نیز رخ داد که ۲۲۵ کیلومتری شمال غربی این منطقه را لرزاند.